# Tula Buqa
Tula Buqa ou Talabuga (mort en 1291) est un khan de la Horde d'or de  1287 à 1290.
Tula Buqa est le petit-fils de Toqoquan, le fils de Tartu et le neveu de Tuda Mangu.
Il participe à la campagne contre la Lituanie en 1258 puis à la seconde invasion de la Pologne.
En 1285, sous les ordres de Nogaï, il mène via la Ruthénie et la Moravie la seconde invasion en Hongrie tandis que Nogaïe passe par la Transylvanie. Tula Buqa est arrêté par les neiges et son armée est dévastée par le froid et le manque de nourriture, les prises de châteaux sont impossibles et les batailles faces aux Hongrois sont toutes des défaites. Pest, vide des ses habitants après avoir été évacuée, est atteinte et brulée tandis que le roi Ladislas IV contre-attaque et défait l'armée mongole qui quitte la Hongrie avec moins de la moitié de ses hommes. Il décide de se replier, mais tombe dans une embuscade tendue par les Sicules sur le chemin du retour. Pour se ravitailler, Tula fait piller le royaume de Ruthénie alors qu'il s'agit d'un vassal de Nogaï.
À son retour, Nogaï fait abdiquer le khan de la Horde Tuda Mangu et place Tula Buqa comme khan tout en lui confisquant presque tous ses pouvoirs, le forçant aussi à diriger avec son frère Könchek et les fils de Möngke-Temür, Alghui et Togjrilcha. Tula Buqa mène ensuite deux raids, en 1288 et 1290 contre les Ilkhanides qui sont de lourds échecs, ni Nogaï, ni Khüinchi ne participent à ces raids.
En 1291, Nogaï feint d'être gravement malade et demande la tenue d'un quriltai pour la paix dans la Horde. Sur la Volga, alors que le khan, ainsi que ses conseillers, le rencontre, le guerrier Toqtaï, fils de Tuda Mangu, allié à Nogaï, vient éliminer le khan ainsi que tous les membres du conseil. Un assassinat politique qui est inédit et est suivit par une purge de ses partisans.